# Рудка (Сокульський повіт)
Рудка (пол. Rudka) — село в Польщі, у гміні Корицин Сокульського повіту Підляського воєводства.
Населення — 64 особи (2011).
У 1975-1998 роках село належало до Білостоцького воєводства.

## Демографія
Демографічна структура станом на 31 березня 2011 року:
|          | Загалом | Допрацездатний вік | Працездатний вік | Постпрацездатний вік |
| -------- | ------- | ------------------ | ---------------- | -------------------- |
| Чоловіки | 33      | 10                 | 21               | 2                    |
| Жінки    | 31      | 12                 | 14               | 5                    |
| Разом    | 64      | 22                 | 35               | 7                    |